# Natalie Gregory
Natalie Gregory est une actrice américaine née le 20 octobre 1975.

## Filmographie
Sauf indication contraire, les informations mentionnées dans cette section peuvent être confirmées par la base de données cinématographiques IMDb,  présente dans la section « Liens externes ».

### Cinéma
- 1988 : Oliver et Compagnie (Oliver & Company) de George Scribner : Jenny Foxworth (voix)
- 1989 : The Princess and the Dwarf (it) de Mary Grace-Phelan : ?
- 1989 : Cranium Command de Jerry Rees, Gary Trousdale et Kirk Wise : Annie
- 1989 : Bandini (Wait Until Spring, Bandini) de Dominique Deruddere : Rose
- 1990 : Beanpole de Linda Day : Belinda

### Séries télévisées
- 1980 : Tom Sawyer (トム・ソーヤーの冒険) : Becky Thatcher (voix : épisode 1)
- 1983 : Two Marriages (en) : ? (saison 1, épisode 2)
- 1983 : Matt Houston : Jodie (saison 2, épisode 7)
- 1984 : Trapper John, M.D. (en) : ? (saison 5, épisode 16)
- 1984 : Cagney et Lacey : Carrie Mitchell (saison 4, épisode 1)
- 1984 : Magnum (Magnum, P.I.) : Beth Bowman (saison 5, épisode 7)
- 1985 : Robert Kennedy and His Times (en) : Courtney Kennedy (mini-série)
- 1985-1988 : Les Routes du paradis (Highway to Heaven) : Amy / Jennifer Bradley (saison 1, épisode 18 et saison 4, épisode 21 et 22)
- 1986 : Histoires fantastiques (Amazing Stories) : Dorothy (saison 1, épisode 18)
- 1986 : Fathers and Sons (en) : Rebecca (saison 1, épisode 2)
- 1986 : Fresno (en) : China Kensington (mini-série)
- 1986 : Mr. Belvedere : Cindy Douglas (saison 3, épisode 9)
- 1987 : Le Magicien (The Wizard) : Katie / Caroline (saison 1, épisode 16)
- 1987 : Mike Hammer (Mickey Spillane's Mike Hammer) : Jennifer Decker (saison 3, épisode 20)
- 1989 : Peter Pan (ピーターパンの冒険, Pītā Pan no Bōken) : Wendy Moira Angela Darling (voix : épisode 1)
- 2013 : EastSiders : Cynthia (saison 1, épisode 4)

### Téléfilms
- 1985 : Kids Don't Tell (en) de Sam O'Steen : la fille avec la marionnette
- 1985 : Alice au pays des merveilles (Alice in Wonderland) de Harry Harris (en) : Alice
- 1986 : Capone Chien Gangster! (en) (Spot Marks the X) de Mark Rosman : Kathy
- 1988 : Stranger on My Land de Larry Elikann : Gillian
- 1989 : Dad's a Dog de Jim Drake : Sarah Dryden